# Curva de ancho constante

El triángulo Reuleaux es un ejemplo de figura de ancho o diámetro constante.

Una curva de longitud constante, de anchura constante o de diámetro constante es, en geometría, aquella forma planar convexa cuya longitud o anchura, medida por la distancia entre dos líneas paralelas tangentes a sus dos bordes opuestos, es la misma independientemente de la dirección de estas dos paralelas. La longitud o anchura de la figura se define como la distancia entre dichas paralelas.
Una curva de longitud constante puede ser rotada entre dos segmentos paralelos separados por una distancia igual a la longitud de dicha curva. O lo que es lo mismo, dos paralelas separadas por una distancia constante de valor la longitud de la curva, pueden ser rotadas alrededor del perímetro de dicha curva, siendo tangentes en todo momento a la misma. 
Por lo tanto, una curva de longitud constante puede ser rotada en un cuadrado de lado la longitud de la curva.

## Ejemplos

### Elcírculo
El círculo es, por definición, el ejemplo más evidente de curva de longitud constante. Además, es obvio que se puede circunscribir en un cuadrado, de manera que al rotar el cuadrado en torno al círculo, es en todo momento tangente al mismo.

### Eltriángulo de Reuleaux
El triángulo de Reuleaux es otro ejemplo. La construcción de este triángulo se hace a partir de un triángulo equilátero ABC, dibujando los arcos BC usando como centro el vértice A, CA con centro en B, y AB con centro en C.

### El polígono equilátero curvo impar
En general, cualquier polígono equilátero curvo impar (triángulo, pentágono, heptágono...) es una curva de longitud constante. En particular, el caso del triángulo equilátero curvo corresponde al triángulo de Reuleaux.
Un ejemplo de polígono equilátero curvo impar se encuentra en las antiguas monedas de quinietas pesetas, las cuales contaban con un heptágono equilátero curvo inscrito en ambas caras de la moneda.

## Teorema de Barbier
El teorema de Barbier (debido al matemático francés Joseph Emile Barbier, 1839-1889) dice que si una curva es de anchura constante w, entonces su perímetro es πw.